# Maeota
Maeota là một chi nhện trong họ Salticidae.

## Các loài
- Maeota betancuri Galvis, 2015 – Colombia
- Maeota dichrura Simon, 1901 – Brazil
- Maeota dorsalis Zhang & Maddison, 2012 – Brazil
- Maeota flava Zhang & Maddison, 2012 – Brazil
- Maeota glauca Galvis, 2015 – Colombia
- Maeota ibargueni Galvis, 2014 – Colombia
- Maeota serrapophysis (Chamberlin & Ivie, 1936) – Panama
- Maeota setastrobilaris Garcilazo-Cruz & Álvarez-Padilla, 2015 – Mexico
- Maeota tuberculotibiata (Caporiacco, 1955) – Venezuela